# Тувинское землетрясение (2011)
Тувинское землетрясение 2011 года — землетрясение магнитудой в эпицентре 6,6—6,7, которое произошло 27 декабря 2011 года в 23:21 по местному времени (19:21 по московскому времени) в Республике Тыва. Эпицентр находился примерно в 100 километрах к востоку от Кызыла, административного центра Тувы, в Каа-Хемском кожууне, в месте слияния двух горных рек: Дерзиг и Сайлыг (относятся к бассейну Малого Енисея) в зоне расчленённого хребта Академика Обручева. Следует отметить, что здесь расположена современная зона горообразования на стыке двух геологических блоков, формирующих Тувинскую и Тоджинскую котловины. Ранее, в 1991 году восточнее эпицентра в районе озера Хубсугул в Монголии произошло сильное землетрясение магнитудой 6,5.
Толчки ощущались в Хакасии, Красноярском крае (магнитудой 3—4 в обоих субъектах), Иркутской (магнитудой до 2), Новосибирской (магнитудой 1,6) областях, Республике Алтай, Алтайском крае, Кемеровской, Томской областях. Гипоцентр находился на глубине 15 км (по данным Геологической службы США), 10 км (по данным МЧС России), где магнитуда достигала 8—9,5.
По данным ИТАР-ТАСС, из-за землетрясения более 10 000 человек в Каа-Хемском кожууне остались без электричества в ночь с 27 на 28 декабря. Произошло автоматическое отключение подстанций «Зубовка» (35/10кВ), «Сарыг-Сеп» (110/35/10кВ) и «Бурен-Бай-Хаак» (110/10кВ) (ЛЭП T-1 (35кВ), Т-10 (35кВ), С-425 (110кВ), С-419 (110кВ) и С-417 (110кВ). К утру работу подстанций удалось восстановить почти во всём регионе.
28 декабря министерство здравоохранения республики сообщило о том, что здание Каа-Хемской районной поликлиники в результате землетрясения разошлось по строительным швам. Кроме того, по данным Росбалта, жители республики обнаружили в своих домах трещины, битую посуду и испорченную мебель, однако официальных подтверждений этой информации не было.
В школах 28 декабря приказом министерства образования Тувы досрочно завершили учебную четверть, отменив из-за землетрясения занятия.
Ущерб, нанесённый Республике Хакасия, оценивается в 5 миллиардов рублей.
В Кызыле в ходе проверки выявлено повреждение городского моста (1963 год постройки) через Енисей. На данный момент мост находится в состоянии временно эксплуатируемого. Проезд любого транспорта массой 5 тонн и выше (в том числе и автобусов) через мост закрыт. Сейчас на стадии обсуждения меры по ремонту моста. Возможно, мост будет закрыт и потребуется постройка нового мостового перехода. В Кызыле через Енисей построено в общей сложности 2 моста. Второй мост находится на западе от города на обходе трассы М54 «Енисей». Следует отметить что в 2000-х годах данный мост уже подвергался капитальному ремонту.